# Априлско въстание
Априлското въстание от 1876 година е въоръжено въстание на българите в Османската империя. Избухва преждевременно на 20 април в Копривщица и е организирано от Гюргевския революционен комитет. Въпреки че е неуспешно, то представлява своеобразен връх на българското националноосвободително движение. Днешните оценки са, че въстанието, макар и незавършило с военен успех, постига друга своя основна цел – политическата, тъй като народният бунт за независимост намира силен отзвук в Западна Европа и особено в Руската империя.

## Подготовка
Според изработения от Гюргевския революционен комитет план българските земи са разделени на 5 революционни окръга (като в 5-ия организацията е твърде слаба):
1. Търновски – с център Горна Оряховица, главен апостол е Стефан Стамболов с помощници Христо Караминков (Бунито), Иван Панов Семерджиев и Георги Измирлиев;
2. Сливенски – главен апостол е Иларион Драгостинов с помощници Стоил войвода и Георги Обретенов;
3. Врачански – главен апостол е Стоян Заимов с помощници Никола Обретенов, Георги Апостолов и Никола Славков;
4. Пловдивски – с център Панагюрище. Главен апостол е Панайот Волов с помощник Георги Бенковски, по-късно като помощници са привлечени Георги Икономов и Захари Стоянов;
5. Софийски – на практика само планиран, с апостоли Никола Обретенов и Никола Славков.[11]

## Старозагорско въстание и Гюргевски комитет
В средата на март 1875 година Любен Каравелов и Христо Ботев се изпокарват. Причините са много и най-различни – след смъртта на Левски, Каравелов се отчайва и се отдръпва от революционното дело, демонстрирайки нерешителност. Подстрекателство от Стефан Ботев (Петков), че брат му, големият поет Хр. Ботев слугува на Каравелов за смешни пари. В кореспонденция до Иван Драсов, Ботев му се оплаква, как Панайот Хитов го известил, че Каравелов е взел 150 франка от сръбското правителство (писмото на П.Хитов не е намерено, а след Освобождението Хитов отрича да е писал такова.); Каравелов не бил съгласен печатницата му да разпространява „Знаме“, без пари, а Ботев смятал, че щом печатницата е революционна тя е „народна“ и „обща“; не е без значение и презрението на горделивата и властна Наталия Каравелова към парцаливите хъшове, както и тяхната ненавист към нея.
Всички тези причини накуп създават конфликт между Каравелов и Ботев разразил се с пълна сила през 16 – 23 март 1875 г.
Христо Ботев привлича Стефан Стамболов на своя страна. Двамата се опитват да убедят Каравелов да се откаже от поста председател на БРЦК и да им предаде комитетската архива, печата на БРЦК и комитетската каса – за тази цел те не пестят и заплахи за живота му. Ботев уговоря хъшлаците да убият Каравелов; Стамболов заплашва Каравелов с револвер в ръка. На 12 август 1875 година групата около Хр. Ботев, Ст. Стамболов и Ив. Драсов свиква събрание на БРЦК на което официализира свалянето на Каравелов и избира Ботев за председател. „Младите“ решават час по-скоро да вдигнат въстание, за да бъде то в съзвучие със сърбо-херцеговското освободително движение. Уви, те не си оставят почти никакво време. 

### Старозагорско въстание 16-17 септември 1875 г. и последици
Въстанието избухва на 16 септември, но поради малкото време за организация и агитация то има слаб отзвук.  Според З. Стоянов една от причините за неуспеха е, че Панайот Хитов, дядо Никола и част от старите воеводи искат да им бъдат заплатено участието,  както и че декларациите на воеводите, че ще поведат големи чети не  са осъществени на практика. Захари Стоянов е особено саркастичен спрямо дядо Никола, който обещава да застане начело на чета от 700 души, но претенциите му остават без реално покритие. Въстанието има ефект най-вече в няколко села около Стара Загора, (окръга на Ст. Стамболов), където се появяват две малки чети – и оттук името Старозагорско въстание.
Повечето от апостолите успяват да избягат в Румъния. На 30 септември 1875 г. Ботев подава оставка като председател на БРЦК – той е обиден, че другите го подозират в присвоени комитетски пари. Освен това неуспехът на Заарското въстание в известна степен го обезкуражава. Вследствие на това останалите от „младите“ го изолират; Според З. Стоянов между апостолите и Ботев се настява хладина, която остава чак до превземането на Радецки. Все пак той запазва частните си контакти с някои апостоли като Ст. Стамболов и Н. Обретенов. Ив. Драсов също изпада в изолация заради предложения за четническа тактика  (Драсов желае да използва контактите си с Иван Кишелски).

### Гюргевски комитет 11 ноември  -25 декември 1875 г.
Групата на „младите“ се събират на 11 ноември в Гюргево, Румъния. Тук Стоян Заимов, Никола Обретенов, Панайот Волов и Христо Караминков (Бунито) създават Гюргевския комитет. Впоследствие по покана на Ст. Заимов и Н.Обретенов към комитета се присъединява и Стефан Стамболов, за да поеме председателството. Сред овластените лица на комитета са също  апостолите Иларион Драгостинов, Георги Апостолов ,Иван Хаджидимитров и Сава Пенев. Комитета заседва чак до Коледа (25 декември) без прекъсване. Към апостолите се присъединяват и нови имена, които имат съвещателен глас. Те са приети с препоръки - за Георги Обретенов гарантира Н. Обретенов, за Георги Измирлиев - Г.Апостолов, а за Георги Бенковски и Н.Славков гарантира Ст.Заимов. Апостолите съвкупно взимат решение за незабавен курс към ново въстание, като този път си дават повече време – въстанието трябва да бъде през пролетта. Те възприемат три възможни дати – 18 април, 1 май и 11 май и се уговарят допълнително да ги съгласуват. (Впоследствие през март 1876  година Иларион Драгостинов предлага датата 11 май и тя се приема от всички апостоли) Гюргевският комитет разпределя окръзите между апостолите и от този момент се разпуска, а те се разделят – всеки по своите задачи

## Избухване
Единствено в IV окръг под ръководството на Георги Бенковски бива създадена постоянно действаща въстаническа милиция (наричана „тайна полиция“ или „комитетска стража“), контролираща подготовката за въстание. Трескавата подготовка прави впечатление на местните мюсюлмани, на османските власти и туркофилите в селото. Сигурна информация за „предприятието“ обаче те получават едва след Оборище от участник в събранието – Ненко Терзийски от Балдово. От Пазарджик в Копривщица и Панагюрище са изпратени жандармерийски отделения, които да арестуват подстрекателите на „мирната рая“. При опит да бъде заловен Тодор Каблешков копривщенските дейци нападат и прогонват с оръжие полицията. Мюдюринът е убит, а в градчето е установена революционна власт. Под звъна на черковните камбани и гърмежа на пушките Каблешков изпраща в Панагюрище знаменитото „Кърваво писмо“, верността на което удостоверява с подписа си Никола Караджов. Писмото е пренесено от 19-годишния Георги Салчев, който изминал 5-часовия път от Копривщица до Панагюрище само за 2 часа. Точно преди Панагюрище, конят на преносителя на кървавото писмо издъхва от натоварването.
Още следобеда на същия ден (20 април) Георги Бенковски, съобразно с решението от Оборище за избягване на провал, обявява преждевременно началото на българското въстание. Това избързване с десетина дни изненадва комитетите и повлиява негативно на цялата революционна акция. То обаче е наложено от обстоятелствата. Предателството заплашва с провал грижливо изградената организация, както и психологическата подготовка на народа за отчаяни и решителни действия. Избухването на въстанието в IV окръг довежда до масови арести на комитетски дейци в другите окръзи, светкавично мобилизиране на нередовни турски части (башибозук) и дислокация на военни подразделения във всички по-големи български градове.
Пристигането на туските части в Копривщица, дошли да арестуват членовете на съзаклятието, начело с Неджиб ага, отпора даден от въстаниците в хода на обявеното въстание и бягството на агата по посока на село Клисура е описано в картините на Христо Коев „Каблешков прави преглед на въстаническите сили“, „Копривщенските въстаници гърмят с пушките против турската порта“ и „Неджиб ага избягва с 14 души“.

## Ход на въстанието

### Първи революционен окръг
На 16 май от Румъния преминава чета от 20 души начело с войводата Таньо Стоянов Куртев. До село Хайдар четата се сблъсква с турски войски и башибозук и води първото си сражение. На 27 май се води бой близо до село Априлово. През нощта при проливен дъжд четата пробива обкръжението и се измъква на височината Куштепе, където е застигната от потеря и е разбита.
В резултат провеждането на въстанието е осуетено от започналите масови арести и репресии. На 26 април са арестувани и по-късно обесени Георги Измирлиев и Иван Панов. Стефан Стамболов научава за провалите, но нито отменя въстанието, нито го оглавява. Някои от ръководителите се опитват да следват първоначалния общ план, който е повече четнически, а не масово въставане на цели селища, както се е замисляло в Гюргево и е осъществено само в IV рев. окръг. Самият Стамболов се скрива в с. Самоводене, Търновско и оставя въстанието в своя окръг на собствената му съдба. След три месеца той се появява в Румъния и започва отново да агитира за незабавно подготвяне на следващо въстание в България.
На 29 април в селата западно от Търново сформират голяма чета (200 души) – четата на поп Харитон с помощници Бачо Киро и Христо Караминков – Бунито. Четата се отправя през нощта към Габрово и на 29 април достига Дряновския манастир. Манастирът е обкръжен от близо 10 000 души редовна войска и башибозуци под командването на Фазлъ паша. Битките продължават 9 дена. На 7 май през нощта въстаниците правят опит за пробив, при който загиват по-голямата част от тях. Защитата на Дряновския манастир е един от военните върхове на въстанието.
От Габрово и околните села е сформирана чета от около 400 души с войвода Цанко Дюстабанов. Четата се придвижва на запад и се включва в бойните действия в помощ на въстаналите села между Габрово и Троян. На 9 май четата е разгромена и оцелелите четници отстъпват в Балкана. На 11 май четата е окончателно разгромена след тежък ръкопашен бой под връх Марагидик. Цанко Дюстабанов е заловен и по-късно обесен в Търново. Трявна и околните села на 5 май образуват чета от 80 души с войвода Христо Патрев. След няколко сражения на 8 май с редовна войска тя е разбита. Селата между Троян и Габрово въстават масово и образуват свободна въстаническа територия. В продължение на близо две седмици въстаниците яростно отбраняват планинските боази водещи към селата, а след това и селата Батошево, Кръвеник, Ново село и събраните в тях жители на околните въстанали села и махали, и са разбити след тежки сражения. В присъствието на множество новоселци се огласява създаването на Новоселска република, просъществувала девет дни, като въстаници завардват двата прохода, през които може да се влезе в котловината – Дебневския и Граднишкия боаз. В борбата им се притичва на помощ Габровската чета и една малка чета от Троян начело с Иван Книговезеца.

### Втори революционен окръг
В Сливенския революционен окръг подготовката за въстание е слаба и е възприета четническа тактика. След Заарското въстание в Сливненския окръг има арести, някои членове на местния комитет се укриват. Полицията бързо влизат в следите на помощник-апостолът Георги Икономов и той отива в Панагюрище. Съществуват предания, че сливнавлията Димитър Топалов донася сведение, че БРЦК е наредил да не се вдига въстание, защото се чака полк. Иван Кишелски да дойде с армия и всички революционери да действат под негова команда. По това време не съществува БРЦК, но действително Ив.Драсов (последният секретар на БРЦК) търси подкрепата на Кишелски с цел навлизане на чети - това  поне е потвърдено и на Оборищкото събрание. Всичко това разстройва дейноста на комитета.
На 3 май е сформирана чета комитетски дейци от Ямбол и Сливен начело със Стоил войвода. Начело на четата стои военен съвет в състав Иларион Драгостинов, Георги Обретенов и Георги Дражев. За знаменосец на четата е избран Стефан Серткостов. На 7 май четата се насочва към селата Нейково и Жеравна, които въстават и много селяни се присъединяват към четата (около 73 души). Завалява дъжд, който през нощта преминава в сняг, което подпомага потерите тръгнали след четата. На 9 май се води бой с потеря и редовна войска близо до Раково. На 10 май Стоил войвода с 11 души четници води тежък бой с обкръжилите го потери. Вечерта се измъква от обкръжението и се насочва към село Кечидере, а от там към прохода Вратник. На 12 май в областта Сатмачешма четата е обкръжена и заловена. След неравен ръкопашен бой Стоил войвода е съсечен, главата му набучена на кол и откарана заедно с другите въстаници в Сливен.
На 8 май в гората в Ягач до Чирпан е образувана малка чета от комитетски дейци под командването на Георги Тумбев, която се насочва към Средногорието, но почти веднага е разбита след сражение с турците.

### Трети революционен окръг
Въстанието не избухва във Врачанско поради големия брой турски войски, съсредоточени в региона в очакване на война със Сърбия, и малодушието на местните комитетски дейци. Заимов  създава  устав  а през декември 1875 - май 1876 година провежда агитация в Лом, Берковица, Оряхово, Бела Слатина, Плевен и Орхание; също така той дава 200-300 турски лири на Н. Обретенов и Г. Апостолов да закупят пушки, но пушките така и не достигат българските земи. Врачанският комитет дава заеми и на другите окръзи с цел въоръжаване.  (На Търновският и Сливенският - 100 наполеона, на Панагюрския  - 75 наполеона, на Софийския - 50 наполеона) След пристигането на Ботев, врачани се разделят на две големи фракции - едните искат врачани да му предадат оръжието си и да го оставят да си троши главата; другите искат отлагане на въстанието. В резултат на тези крамоли Заимов се оказва с твърде малко последователи.  Заимов проявява нерешителност, а освен това след като  научава за провала на въстанието в IV окръг се отчайва. Той отказва да вдига въстание, за да не предизвика касапница във Враца и отказва на Ботев под благовиден предлог, че чака да се появи сериозна армия от поне 1000 човека, към която да се присъедини.
Действия по места
При започването на сръбско-турската война през юни избухва въстание във Видинско – в селата Ново село, Флорентин, Гъмзово и др. Въстаниците масово участват в четите на Михаил Никифоров, Станко Ангелов, Михаил Тепавски, Гено Михов и др. и дават много жертви, особено при боевете около Ново Село. Жителите на 18 села напускат родните си места и бягат в Сърбия и Румъния.
На 12 юни 1876 година част от четниците на Филип Тотю се отделят в нова чета и под командването на войводата Сидер Грънчаров навлизат в България по билото на Стара планина с цел да се присъединят към предполагаемото въстание. След многобройни сражения и последните групи четници окончателно са разбити в Троянския балкан.
Чета на Христо Ботев
БРЦК подготвя в Румъния чета, оглавена от Христо Ботев, чиято цел е да подпомогне въстанието във Врачанския революционен окръг. Числеността и наброява 205 души. За военен ръководител е определен Никола Войновски, който е имал чин подпоручик от руската армия. Знаменосец – Никола Симов-Куруто. Ботев се е погрижил чрез Димитър Горов да извести телеграфически френски и швейцарски вестник за българското въстание и за преминаването на въоръжен отряд от българи, които отиват да се бият за свободата на родината си.
На 17 май 1876 г. четниците превземат командването на парахода „Радецки“ и го заставят да спре до българския бряг при село Козлодуй, където слизат и параходът отплава без проблеми. С бърз преход се отправят към Враца, като до вечерта достигат до село Бутан. Още в началото обаче се сблъскават с мрачната действителност. Предварително е уговорено около с. Борован да ги чака чета от 200 човека, която да се присъдени; на място обаче се присъединява само един мъж. Въпреки умората четата продължава марша и през нощта. До сутринта на 18 май достига до моста около с. Оходен. След кратка почивка продължават към с. Баница, но там са пресрещнати от башибозук и черкези. Поради това четата се оттегля към височината Милин камък. Завързва се сражение в което към 14 ч. се присъединяват и пристигналите от Враца две роти редовни войски с две оръдия. Тук при Враца четата се натъква на второ разочарование – Заимов отказва да повдига населението на бунт. Той намира за предлог да откаже, че чака да се съберат поне 1000 души, за да се присъедини към тях. Според З.Стоянов в града има поне 400 души, които могат да бъдат вдигнати на бунт, но избират да се крият в черквата и да водят „преговори“ с щаба на Ботев. Никола Обретенов и Георги Апостолов съветват Ботев да запали Враца, за да изкара хората от къщите, но той категорично отказва.
През нощта четата пробива обръча и до сутринта на 19 май/1 юни достига Веслец. Тук четата си почива, а изпратените до Враца разузнавачи донасят, че въстанието там не се е състояло. Ръководството решава да се оттегли към Балкана. Следващата цел на четата е Косталевският мост, където според плана е трябвало да се съберат въстаниците от Долна и Горна Кремена и съседните села. Според първоначална уговорка тук към четата трябва да се присъедини Митю Спахийчето с още 300 човека. Появява се само един стар дядо, които ги информира че Заимов е заповядал по места да не се вдига въстание. Тук Ботев за първи път изпада в отчаяние.
Призори четата достига района на връх Таушаница. Тук ги нападат два табура пехота, артилерийски взвод с две оръдия, башибозук и черкези. Съотношението на силите е около 10:1 в полза на турците. Ето защо четата се отправя към връх Вола и заема отбрана по височините Камарата, Купен и Околчица. През целия ден неколкократно са отбити атаките на противника. Вечерта боят затихнал и Христо Ботев заедно с щаба се събират около една скала, за да решат действията на четата за следващия ден. В това време с единичен изстрел е убит войводата. Това се случва на 20 май, точно един месец след като е обявено въстанието. 
Войновски е избран за  заместник на Ботев. Под негово ръководство четата води бой в района на село Лютиброд. Преследвана от потери четата на Войновски се добира чак до Троянския балкан. (междувременно от нея се отделят 60-70 души сливналии, които искат да се насочат към родния край и да се бият там.) На 13 юни и в района на с. Шипково е разбита окончателно.

### Четвърти революционен окръг
На 18 април е извършено голямо събиране в местността Оборище където присъстват над 300 – 350 човека сред които 56 делегати.  Сред тези 350 човека има и немалко куриери, стражи и пр. Д.Страшимиров представя по пълен списък – делегатите били 65 Захари Стоянов отбелязва и че Бенковски изгонил доста хора, защото нямали пълни статистики или пълномощни. Тук, в Оборище е очертан Плана за въстанието . Поради преждевременното му избухване той не е приведен в изпълнение (например Одрин, Пазарджик, София, Ихтиман не са запалени; телеграфите не са прекъснати; жените и децата не са предварително изведени от селата, нито е подготвена логистиката по изхранването им и пр.) Както отбелязва З.Стоянов „Тоя протокол, или по-добре катехизис, не можа да се тури в действие във всичките параграфи, понеже въстанието го превари десят деня по-напред“ След обявяването на въстанието на 20 април властта в Панагюрище е поверена на Военен съвет, още известен като Привременно правителство. Начело на Привременното правителство е поставен Павел Бобеков, а пазарджишкият делегат  Иван Соколов бива овластен в качеството на комендант на Панагюрище. Окръгът бива разделен на 2 района, като Волов и Икономов заминали за източния (Копривщица, Клисура, Карлово, Стрелча и пр.). Със своята конна „хвърковата чета“ Бенковски ръководел западния, вдигайки на оръжие будните български села Старосел, Мечка (сега Оборище), Поибрене,Мухово, Баня и др.

#### Западен район и „Хвърковата чета“ на Бенковски
На 20 април въстава и Старосел. На 22 април в Панагюрище тържествено е обявена свободата и е осветено знамето на Райна Княгиня. Друга чета, командвана от Орчо войвода, действа против башибозуците в Стрелча и околността ѝ. На 23 април близо до с. Петрѝч Бенковски отблъсква башибозук. на 24 април пристига четата на  Орчо войвода и общият брой на въстаниците достига 235 човека. Този ден те отблъсват нападение и на аскер. Оттук „"Хвърковатата чета“ се отправя към вр. Еледжик. До този момент движението се развива възходящо, но още от първите му дни срещу въстаниците се изправя многоброен и добре въоръжен противник.
Към въстаналите райони скоро са насочени и редовни части (низам), командвани от висши офицери и генерали, както и мобилизирани „редифи“ (запасняци) от Одрин, Цариград, Ниш и др. Срещу 8 – 10 хиляди зле въоръжени, разпокъсани и неопитни въстанически сили са хвърлени над 80 000 души башибозук и 10 000 редовна армия, снабдена с артилерия и най-модерно въоръжение. Силите се оказват наистина неравни. Лагерът на Еледжик, въпреки отчаяната съпротива, е разгромен на 1 май от редовна турска войска и башибозуци командвани от Хасан паша, а стеклите се в него българи, вкл. жени и деца, са зверски избити. На 30 април Хафъз паша превзема и опожарява Панагюрище, а Копривщица се спасява от разорение с цената на голям откуп и саможертвата на отец Дончо Плачков. Между 23  април Перущица вдига знамето на бунта, но е изправена пред 5500 башибозук на Адил Паша. На 29 април пристга и аскер начело с Решид паша. На 2 май е превзета Перущица от два табора войска с артилерия под командването на Решид паша. Убити са Петър Бонев, д-р Иван Соколски и над 600 души, а Спас Гинев, Кочо Честименски и още  24 мъже убиват себе си, жените и децата си, за да не се гаврят враговете им с тях. на 4 май Ахмед ага Барутанлията с около 5000 души превзема Батак и избива зверски местните жители потърсили убежище в църквата. Брацигово пада на 7 май след пристигането на редовна войска командвана от Хасан паша след близо триседмична тежка обсада. Защитата на Брацигово е най-добре организирана от всички въстанически пунктове, брациговци разполагали с повече от 18 черешови топчета и на няколко пъти предприемали смели атаки срещу заобикалящите ги османски сили. След жестокото потушаване на бунта в Панагюрския регион, на 2 май Бенковски с чета от 70 души се отправя към Тетевенския балкан. В непрекъснати сражения с турците четата се стопява, а на 7 май е разпусната от воеводата. Заедно със Захари Стоянов, отец Кирил и Стефан (Стефо) Далматинеца се насочва към Тетевен. На 12 май 1876 г. (стар стил), след предателство от страна на дядо Въльо, Бенковски пада в река Костина, пронизан от куршума на баш-потеряджията Рюзгяр Хаджи Ахмед ага.

#### Източен район. Чета на Волов и Икономов
Волов се отправя още на 20 април към Копривщица за да окаже помощ на Каблешков. Подпомаган от Икономов, той предвожда отряд от 150 човека. Волов достига до Стрелча, където вече действа Орчо воевода. Двете чети се съединяват и в продължение на два дни водят активен бой с турците и татарите в местността. За да не губи време Волов търси помощ от Копривщица. Отзовават се двадесетина въстаника. Волов и Икономов преценяват, че не могат да завладеят Стрелча. Тук Волов отпраща една част от четата към Клисура, а сам се насочва към Копривщица, където оказва помощ на Каблешков. Той укрепва позицията на Зли дол, и започва да препуска начело на малък конен отряд, за да повдига на бунт населението. Въпреки неговите усилия силите са твърде неравни. Още на 26 април под напора на 2000 души под ръководството на Тосун бей паднала Клисура, а основната част от Карловско въобще не успяло да въстане. Въпреки че Тодор Каблешков пристига с още 200 човека въстаниците не успяват да удържат силния напор на османската войска. Тук на излъчен военен съвет Волов разделя силите си на два отряда – предводителството на единия поверява Каблешков, а другата чета е водена съвместно от него и Икономов. На 28 април чорбаджиите на Копривщица виждайки неуспеха на въстанието „арестуват“ Волов, Икономов и Каблешков. С хитрост последните успяват да се измъкнат. Начело на чета от 70 човека се насочват към Троянския Балкан, където разчитат на помощ от Стефан Стамболов. В непрестанни боеве с турците четата бързо се стопява, а Каблешков е заловен. В Търновския окръг те са принудени да се изправят пред суровата реалност – въстанието е потушено. Междувременно стотици жени, деца и старци потърсили спасение в околните гори или през Върлишница се изтеглят в Копривщица. В най-критичните дни въстаниците са затруднени и от неочакваните дъжд и сняг. На 26 май близо до моста на р. Янтра, Икономов е застрелян от засада, а Волов – улучен в рамото и се удавя.

#### Резултати в IV окръг
Въстанието обхваща почти цялата Западна Горнотракийска низина и Северозападните Родопи, където се създават, макар и за кратко, свободни въстанически територии. В районите на Троянския и Тетевенския Балкан се изтеглят почти всички чети от Средногорието, както и I рев. окръг и тази част на Балкана става свидетел на разгрома им и избиването на бунтовниците.

### Пети революционен окръг
Н. Обретенов е определен за ръководител (заедно с Н. Славков) на отделен окръг – Софийския, който (както сам пише), обхваща областите и „къде Македония“. При създадената обстановка – арестуването на Славков и оттеглянето на Обретенов във Влашко – до фактическо изграждане на самостоятелен революционен окръг там не се стига.
Гюргевският революционен комитет въз основа на съществуващия опит и революционна практика все пак включва организационно в подготвяното въстание през 1876 г. и част от Югозападна България – по-точно Банско-Разложкия край, който в хода на подготовката на Априлското въстание е включен в мрежата на IV (Пловдивски) революционен окръг. Преждевременното избухване на въстанието осуетява надигането на заговорниците в Разложката котловина. В края на май и началото на юни са извършени арести по селата в района, както и в Банско и в Разлог.

### Разловско въстание
След като Васил Левски създава Вътрешната революционна организация, БРЦК му изпраща Димитър Общи за помощник. Той самият се предлага за революционен апостол в Македония, но Левски му няма доверие и отказва. Така на практика Македония за момента не е активно включена в тези революционни планове. Все пак въстание, макар и непряко свързано с Априлското, избухва и там – главно по поречието на река Струма и река Брегалница. По името на първобунтовното селище то е известно като Разловско въстание и е организирано от солунската група Българска зора. Следствие на разкрития въстанието избухва преждевременно в Разловци на 18 май 1876 година. Две въстанически чети от около 60 души овладяват селото, след което бунтът се разраства в Малешевско и Пиянечко. Сформира се чета от над 60 души, предвождана от поп Стоян Разловски и Димитър Попгеоргиев, която действа в Малешевско. В някои селища като Смиленци, Владимирово, Лаки и др. се създават малки въоръжени отряди. Изпратените многобройни башибозушки орди сломяват съпротивата на населението към средата на май.

## Потушаване
Подготовката на въстанието е осуетена от османските власти. Заловени са редица комитетски дейци като Никола Славков, а Георги Икономов е поставен под наблюдение. Нанесен е изпреварващ удар в Горна Оряховица. Прави се опит за изпреварващ удар в Копривщица и Панагюрище. Започва прехвърляне на войски от Шумен в Търново, от Одрин в Пловдив и Пазарджик и др.
През 1876 г. на териториите на днешна България има 30 османски гарнизона – низам. Османската империя се готви за война със Сърбия и за целта мобилизира част от редифа. Части от низама и редифа пътуват към Сърбия и се намират фактически в района на въстанието или много близо до него.
Наличието на войски в много градове оказва силно влияние върху подготовката и развоя на въстанието. Именно турските гарнизони налагат преместването на центровете на I революционен окръг от Търново в Горна Оряховица и на IV революционен окръг от Пловдив в Панагюрище. Наличието на големи гарнизони в Шумен, Русе, Разград, Варна, Сливен, Видин, Пловдив и Пазарджик, не позволяват там въстанието да избухне. Избухването на Априлското въстание предизвиква такъв ужас в турското военно командване, че то вдига армията, запасните и башибозука на свещена война.
Още в първия ден на въстанието (20 април) Високата порта и турското военно министерство дават заповед за мобилизация на запаса. За потушаване на въстанието е създаден щаб в състав: Мидхат паша, военния министър, Хюсеин Авни паша и главнокомандващия Абдул Керим паша. Основен двигател е бившият дунавски валия Мидхат паша, председател на комитета Сюлерге (метла). Военните операции се водят от висши военачалници, като командира на II корпус Фазлъ паша, началника на Цариградския гарнизон Адил паша, коменданта на Одрин Хафъз паша, на София Хасан паша и др.
Още на 21 април започва прехвърляне с влак на 1 табур (800 души) от Одрин и 2 табора (1600 души) от Цариград за Пазарджик. На 22 тръгват още 4 табора. Всички те са от низама. На 23 април от София за Златица потегля полкът на полковник Хасан бей. На 24-ти от Чирпан в Пазарджик пристига конен полк, който заварва местните, редифи вече въоръжени. На 27 април в района на въстанието пристига артилерия от Одрин. Числото само на действащата армия в района на Пловдив и Пазарджик е 18 000 души плюс хиляди редифи и башибозук. Отделно срещу Дряновския Манастир и в Габровско действа 10-хилядната армия на Фазлъ паша. Издава се заповед за привличане на войска от Трапезунд и Кайро. Първа е атакувана Клисура от войски на Софийския гарнизон и редифи мобилизирани в Казанлък под командването на Хасан бей. След това те нападат Копривщица. Перущица успява да отблъсне черкезите и читаците – около 4000 души срещу 600 въстаници. На 27 април срещу градчето са изпратени 2 табора (1600 души) войска и 2 оръдия. Въстаниците удържат атаката до 31 май.
Срещу въстаниците в Средногорието е съсредоточен 10 000 редовна армия с артилерия и около 3000 башибозук и черкези. Панагюрище е атакувано по всички правила на военното изкуство, защото Хафъз паша очаква сериозна съпротива от „Сърби“ и „Московци“. След погрома пашата заповядва да се избива населението и да се взема всичко ценно. Къщите са ограбени и запалени. Лагерът на Еледжик е атакуван от софийската дивизия начело с Хасан паша в две колони. Защитниците и цивилното население там са избити. Още по-трагична е съдбата на Батак, където се посичат или изгарят живи повече от 3000 души. На 4 май в Брацигово от Еледжик пристига Хасан паша. На 5 май идва и Рашид паша от Пловдив. Едва на 7 май след силен артилерийски обстрел Брацигово пада. За потушаването на въстанието в Новосело и Кръвеник са привлечени войски от Плевен, Никопол и Русе. За мотивация на войниците са дадени пари. В Сливенски окръг четата на Стоил войвода е атакувана от 6 роти низам и 500 души редиф. Турски войски разоряват и с. Бояджик, Ямболско.
Ботевата чета е шпионирана още на територията на Румъния. Дори има описание на войводата. Военните части са в готовност. При слизането в Козлодуй на 17 май, чрез телеграма е заповядано да се отправят части от Видин и Русе. Подхождат войски от Берковица и Ниш. През Русе с кораб са прехвърлени и войски от Шумен. На 25 май в Лом пристига и Фазлъ паша. Общата численост е към 2 дивизии срещу 200 четници. Времето ни ограничава да дадем още примери, но анализът на сведенията и документите са красноречиви. Въстанието предизвиква паника сред управниците на Турция. Те мобилизират огромна част от наличните войски, привличат части от Мала Азия и Африка.
От 95 въстанали села и градчета, във въстанието участват едва около 10 000 мъже, въоръжени с огнестрелно оръжие. Прибързаното обявяване на въстанието, подготвеността на османските власти за евентуален бунт след Старозагорския опит за въстание и след Босненско-Херцеговинското въстание, крайно недостатъчното снабдяване с оръжия и не на последно място неопитността на апостолите, тяхната несъгласуваност и пълната липса на международна заинтересованост, обясняват бързият му и кървав край. За отбелязване е, че Априлското въстание е изцяло българско дело, неговата подготовка и избухване не са подкрепени от нито една външна сила.

### Жертви и материални щети
Според българската историогра̀фия загиналите са около 30 000 души, докато според външни изследователи бройката на жертвите е не повече от 15 000 души. Руският консул в Одрин Алексей Церетелев смята, че по време на въстанието са разрушени около 200 села с общо население повече от 75 000 души, част от които са избити, а други са прогонени. Според Макгахан "Турците определят броят на убитите в България на 15 000, но те са много повече дори от официалната версия за 40 000 души. По време на въстанието е възродена практиката на поробвания на християни.

## Историческо значение
Жестокото потушаване на въстанието и отзвукът на зверствата в Европа са повод за провеждане на Цариградската конференция. Решенията на Цариградската конференция са първото международно признание от страна на всички Велики сили на правото на българите да имат своя държава в етническите си граници, очертани вече от борбата за църковна независимост. Така Априлското въстание, макар и военен провал, непосредствено води до най-големия политически успех на българския народ дотогава. Отказът на османското правителство да осъществи решенията на Цариградската конференция води до обявяването на единадесетата Руско-турска война, довела до Освобождението на България. Въпреки че Априлското въстание не променя военната обстановка в България, то до голяма степен дава световен отзвук българския национален въпрос, разрешен с Руско-турската освободителна война.

## Памет
В литературата
Първият български роман „Под игото“ на патриарха на българската литература Иван Вазов е изцяло отражение на онази историческа епоха на революционен дух и порив към свобода. Творбата описва подготовката, избухването и потушаването на въстанието. Не са малко и другите Вазови творби, които пресъздават героизма на българските борци. („Eпопеята на забравените“, „Радецки“ и пр.)
В мемоаристиката
Първият опит за възстановяване на събитията около Априлското въстание прави Захари Стоянов. Сред по-важните му свидетелства са особено колоритните „Записки по българските въстания“ и „Христо Ботйов. Опит за биография“. В тях той описва Бенковски, Волов, Ботев, Панайот Хитов като живи хора, а не като идеализирани образи. Съвременниците му (вкл. Вазов) остро го критикуват, че не е скрил недостатъците на героите. Днес обаче делото на Захари Стоянов се оценява високо, а по „Записките…“  има игрален филм, а също и сериал
В киното
Подготовката, избухването, ходът и завършекът на Априлското въстание намират отражение в българския игрален сериал от 1976 г. „Записки по българските въстания“. Филмът е създаден по едноименната творба на Захари Стоянов. Актьорът Радко Дишлиев се превъплъщава по изключителен начин в ролята на апостола Георги Бенковски. Впоследствие е създаден и двусериен игрален филм – Апостолите. За делото на Ботев също има няколко филма: Свобода или смърт (1969) и Ботев (2022).
На въстанието са посветени и няколко екранизации на романа „Под игото“ от Иван Вазов.
В изобразителното изкуство
През 1892 г. Антони Пиотровски рисува картината „Баташкото клане“.
Други
- На Априлското въстание е наречена улица в квартал „Надежда II“ в София (Карта).